# Liooon
Li Xiaomeng (tiếng Trung: 李晓萌), còn được biết đến với biệt danh Liooon, là một nữ game thủ Hearthstone chuyên nghiệp người Trung Quốc. Cô là người phụ nữ đầu tiên giành chiến thắng trong Vòng chung kết toàn cầu của Hearthstone Grandmasters và vô địch giải đấu BlizzCon Esports.
Ngày 2 tháng 11 năm 2019, đại diện cho Trung Quốc trong giải đấu Hearthstone Global Finals, Liooon đã đánh bại Bloodyface (Luna Eason, đại diện cho Hoa Kỳ) để trở thành nhà vô địch Hearthstone Global, nhận về giải thưởng 200.000 đô la Mỹ. Cô là người phụ nữ đầu tiên giành chức vô địch BlizzCon Global Championship, và là nhà vô địch Hearthstone Global đầu tiên đến từ Trung Quốc đại lục kể từ khi giải đấu ra đời vào năm 2014.
Trong một cuộc phỏng vấn sau khi giành chức vô địch, Liooon đã chia sẻ rằng hơn hai năm trước, cô lần đầu tiên đến tham dự giải đấu Hearthstone. Trong khi xếp hàng chờ đợi, cô bị một nam game thủ chế giễu: "Nếu là con gái thì cô không nên xếp hàng chờ ở đây. Chỗ này không dành cho cô." Liooon sau đó đã có lời nhắn gửi riêng đến các nữ game thủ: "Tôi muốn nói với tất cả mọi phụ nữ ngoài kia, những người có ước mơ vinh quang với thể thao điện tử, nếu bạn muốn làm được điều đó và tin tưởng vào bản thân, hãy quên đi những định kiến về giới tính để nỗ lực hết mình."
Biệt danh trên Battle.net của cô - "VKLiooon" - được ghép từ tên đội thi đấu, "VK", và biến thể của từ Lion.